# خبايا (تشريح)

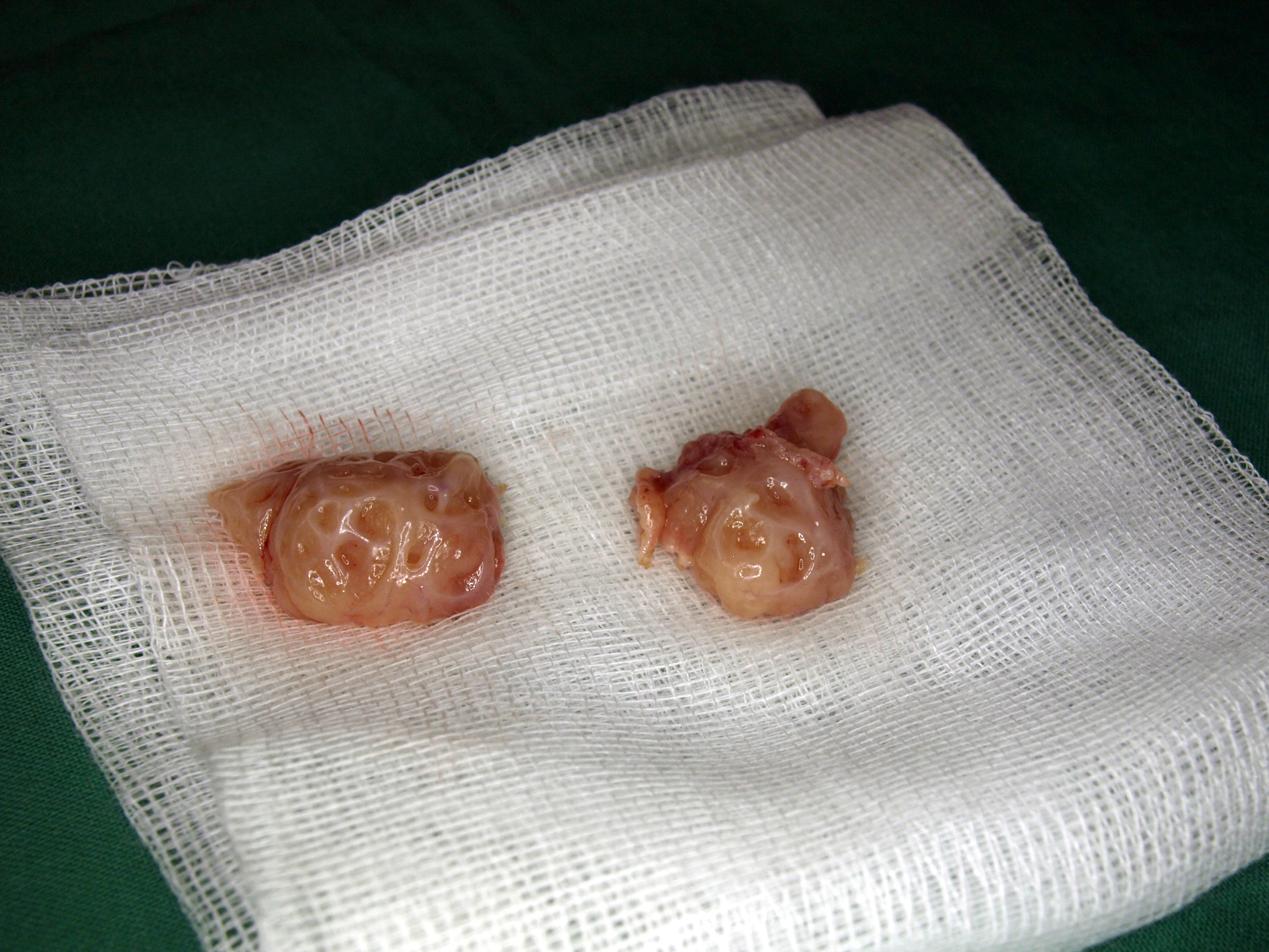

الخبايا هي أنسجة تشريحية ضيقة ولكنها عبارة عن انغلافات عميقة إلى أنسجة أكبر.
والنوع الشائع من الخبايا التشريحية هو خَبايا ليبركون. ومع ذلك، فليس هذا النوع هو النوع الوحيد: فبعض أنواع اللوزات يوجد بها خبايا أيضًا. ولأن هذه الخبايا تسمح بالنفاذ الخارجي إلى الأجزاء العميقة من اللوزتين، فإن هاتين اللوزتين تكونان عرضة للعدوى.